# MTV Europe Music Awards/Best Video
Der MTV Europe Music Award for Best Video ist ein Award, der 1994 eingeführt wurde. Ursprünglich hieß er Best Director und er wurde erstmals an Whales Hobo Humpin' Slobo Babe verliehen. Er ist neben den Special Awards der einzige Preis, der von einer Jury von MTV statt vom Publikum ausgewählt wird. Hey Ya!, Born This Way und Havana gewannen außerdem gleichzeitig den Preis als Best Song. Am häufigsten gewannen Katy Perry, Justice und Massive Attack, die den Award je zwei Mal erhielten. Perry und Beyoncé führen mit fünf Nominierungen die Nominierungsliste an. Kendrick Lamar und Taylor Swift sind die einzigen Künstler, die den Preis für ein Video bekamen, bei denen sie als Koregisseure aufgeführt sind.

## Gewinner und Nominierte

### 1990er
| Jahr                              | Künstler                  | Lied                       | Regie           | EN              |
| --------------------------------- | ------------------------- | -------------------------- | --------------- | --------------- |
| 1994                              |                           |                            |                 |                 |
| Whale                             | Hobo Humpin’ Slobo Babe   | Mark Pellington            | [ 1 ]           |                 |
| Beastie Boys                      | Sabotage                  | Spike Jonze                | [ 1 ]           |                 |
| Enigma                            | Return to Innocence       | Julien Temple              | [ 1 ]           |                 |
| MC Solaar                         | Nouveau Western           | Stéphane Sednaoui          | [ 1 ]           |                 |
| U2                                | Stay (Faraway, So Close!) | Wim Wenders und Mark Neale | [ 1 ]           |                 |
| 1995                              |                           |                            |                 |                 |
| Massive Attack                    | Protection                | Michel Gondry              | [ 2 ]           |                 |
| Weezer                            | Buddy Holly               | Spike Jonze                | [ 2 ]           |                 |
| Madonna                           | Human Nature              | Jean-Baptiste Mondino      | [ 2 ]           |                 |
| Michael Jackson and Janet Jackson | Scream                    | Mark Romanek               | [ 2 ]           |                 |
| Therapy?                          | Loose                     | W.I.Z.                     | [ 2 ]           |                 |
| 1996                              | nicht verliehen           | nicht verliehen            | nicht verliehen | nicht verliehen |
| 1997                              |                           |                            |                 |                 |
| The Prodigy                       | Breathe                   | Walter Stern               | [ 3 ]           |                 |
| Blur                              | Song 2                    | Sophie Muller              | [ 3 ]           |                 |
| The Chemical Brothers             | Block Rockin' Beats       | Dom and Nic                | [ 3 ]           |                 |
| Daft Punk                         | Around the World          | Michel Gondry              | [ 3 ]           |                 |
| Radiohead                         | Paranoid Android          | Magnus Carlsson            | [ 3 ]           |                 |
| 1998                              |                           |                            | [ 3 ]           |                 |
| Massive Attack                    | Tear Drop                 | Walter Stern               | [ 4 ]           |                 |
| Aphex Twin                        | Come to Daddy             | Chris Cunningham           | [ 4 ]           |                 |
| Beastie Boys                      | Intergalactic             | Nathanial Hornblower       | [ 4 ]           |                 |
| Eagle Eye Cherry                  | Save Tonight              | Johan Camitz               | [ 4 ]           |                 |
| Garbage                           | Push It                   | Andrea Giacobbe            | [ 4 ]           |                 |
| 1999                              |                           |                            | [ 4 ]           |                 |
| Blur                              | Coffee & TV               | Hammer and Tongs           | [ 5 ]           |                 |
| Aphex Twin                        | Windowlicker              | Chris Cunningham           | [ 5 ]           |                 |
| Björk                             | All Is Full of Love       |                            | [ 5 ]           |                 |
| Fatboy Slim                       | Praise You                | Spike Jonze                | [ 5 ]           |                 |
| George Michael with Mary J. Blige | As                        | Big TV!                    | [ 5 ]           |                 |

### 2000er
| Jahr                                            | Künstler                         | Lied                              | Regie  | EN |
| ----------------------------------------------- | -------------------------------- | --------------------------------- | ------ | -- |
| 2000                                            |                                  |                                   |        |    |
| Moby                                            | Natural Blues                    | David LaChapelle                  | [ 6 ]  |    |
| Blink-182                                       | All the Small Things             | Marcos Siega                      | [ 6 ]  |    |
| Foo Fighters                                    | Learn to Fly                     | Jesse Peretz                      | [ 6 ]  |    |
| Red Hot Chili Peppers                           | Californication                  | Jonathan Dayton und Valerie Faris | [ 6 ]  |    |
| Robbie Williams                                 | Rock DJ                          | Vaughan Arnell                    | [ 6 ]  |    |
| 2001                                            |                                  |                                   | [ 6 ]  |    |
| The Avalanches                                  | Since I Left You                 | Blue Source                       | [ 7 ]  |    |
| Fatboy Slim                                     | Weapon of Choice                 | Spike Jonze                       | [ 7 ]  |    |
| Gorillaz                                        | Clint Eastwood                   | Jamie Hewlett and Pete Candeland  | [ 7 ]  |    |
| Outkast                                         | Ms. Jackson                      | F. Gary Gray                      | [ 7 ]  |    |
| Robbie Williams                                 | Supreme                          | Vaughan Arnell                    | [ 7 ]  |    |
| 2002                                            |                                  |                                   | [ 7 ]  |    |
| Röyksopp                                        | Remind Me                        | H5                                | [ 8 ]  |    |
| Basement Jaxx                                   | Where’s Your Head At?            | Traktor                           | [ 8 ]  |    |
| Eminem                                          | Without Me                       | Joseph Kahn                       | [ 8 ]  |    |
| Primal Scream                                   | Miss Lucifer                     | Dawn Shadforth                    | [ 8 ]  |    |
| The White Stripes                               | Fell in Love with a Girl         | Michel Gondry                     | [ 8 ]  |    |
| 2003                                            |                                  |                                   | [ 8 ]  |    |
| Sigur Rós                                       | Untitled 1                       | Floria Sigismondi                 | [ 9 ]  |    |
| Missy Elliott                                   | Work It                          | Dave Meyers                       | [ 9 ]  |    |
| Queens of the Stone Age                         | Go with the Flow                 | Shynola                           | [ 9 ]  |    |
| U.N.K.L.E.                                      | Eye for an Eye                   | Shynola                           | [ 9 ]  |    |
| The White Stripes                               | Seven Nation Army                | Alex and Martin                   | [ 9 ]  |    |
| 2004                                            |                                  |                                   | [ 9 ]  |    |
| Outkast                                         | Hey Ya!                          | Bryan Barber                      | [ 10 ] |    |
| The Cure                                        | The End of the World             | Floria Sigismondi                 | [ 10 ] |    |
| Jay Z                                           | 99 Problems                      | Mark Romanek                      | [ 10 ] |    |
| The Streets                                     | Fit But You Know It              | Dougal Wilson                     | [ 10 ] |    |
| The White Stripes                               | The Hardest Button to Button     | Michel Gondry                     | [ 10 ] |    |
| 2005                                            |                                  |                                   | [ 10 ] |    |
| The Chemical Brothers                           | Believe                          | Dom and Nic                       | [ 11 ] |    |
| Beck                                            | E-Pro                            | Shynola                           | [ 11 ] |    |
| Gorillaz                                        | Feel Good Inc.                   | Jamie Hewlett and Pete Candeland  | [ 11 ] |    |
| Rammstein                                       | Keine Lust                       | Jörn Heitmann                     | [ 11 ] |    |
| Gwen Stefani                                    | What You Waiting For             | Francis Lawrence                  | [ 11 ] |    |
| 2006                                            |                                  |                                   | [ 11 ] |    |
| Justice vs. Simian                              | We Are Your Friends              | Rozan and Schmeltz                | [ 12 ] |    |
| Gnarls Barkley                                  | Crazy                            | Robert Hales                      | [ 12 ] |    |
| OK Go                                           | A Million Ways                   | Trish Sie and OK Go               | [ 12 ] |    |
| Pink                                            | Stupid Girls                     | Dave Meyers                       | [ 12 ] |    |
| Kanye West                                      | Touch the Sky                    | Chris Milk                        | [ 12 ] |    |
| 2007                                            |                                  |                                   | [ 12 ] |    |
| Justice                                         | D.A.N.C.E                        | Jonas and François                | [ 13 ] |    |
| Bat for Lashes                                  | What’s a Girl to Do?             | Dougal Wilson                     | [ 13 ] |    |
| The Chemical Brothers                           | The Salmon Dance                 | Dom and Nic                       | [ 13 ] |    |
| Foo Fighters                                    | The Pretender                    | Sam Brown                         | [ 13 ] |    |
| Justin Timberlake                               | What Goes Around... Comes Around | Samuel Bayer                      | [ 13 ] |    |
| Kanye West                                      | Stronger                         | Hype Williams                     | [ 13 ] |    |
| 2008                                            |                                  |                                   | [ 13 ] |    |
| Thirty Seconds to Mars                          | A Beautiful Lie                  | Angakok Panipaq                   | [ 14 ] |    |
| Madonna (feat. Justin Timberlake und Timbaland) | 4 Minutes                        | Jonas and François                | [ 14 ] |    |
| Santogold                                       | L.E.S. Artistes                  | Nima Nourizadeh                   | [ 14 ] |    |
| Snoop Dogg                                      | Sensual Seduction                | Melina and Steven Johnson         | [ 14 ] |    |
| Weezer                                          | Pork and Beans                   | Mathew Cullen                     | [ 14 ] |    |
| 2009                                            |                                  |                                   | [ 14 ] |    |
| Beyoncé                                         | Single Ladies (Put a Ring on It) | Jake Nava                         | [ 15 ] |    |
| Eminem                                          | We Made You                      | Joseph Kahn                       | [ 15 ] |    |
| Katy Perry                                      | Waking Up in Vegas               | Joseph Kahn                       | [ 15 ] |    |
| Shakira                                         | She Wolf                         | Jake Nava                         | [ 15 ] |    |
| Britney Spears                                  | Circus                           | Francis Lawrence                  | [ 15 ] |    |

### 2010er
| Jahr                                                      | Künstler                   | Lied                                    | Regie  | EN |
| --------------------------------------------------------- | -------------------------- | --------------------------------------- | ------ | -- |
| 2010                                                      |                            |                                         |        |    |
| Katy Perry (feat. Snoop Dogg)                             | California Gurls           | Mathew Cullen                           | [ 16 ] |    |
| Eminem (feat. Rihanna)                                    | Love the Way You Lie       | Joseph Kahn                             | [ 16 ] |    |
| Lady Gaga(feat. Beyoncé)                                  | Telephone                  | Jonas Åkerlund                          | [ 16 ] |    |
| Plan B                                                    | Prayin’                    | Daniel Wolfe                            | [ 16 ] |    |
| Thirty Seconds to Mars                                    | Kings and Queens           | Bartholomew Cubbins                     | [ 16 ] |    |
| 2011                                                      |                            |                                         | [ 16 ] |    |
| Lady Gaga                                                 | Born This Way              | Nick Knight                             | [ 17 ] |    |
| Adele                                                     | Rolling in the Deep        | Sam Brown                               | [ 17 ] |    |
| Beastie Boys                                              | Make Some Noise            | Spike Jonze                             | [ 17 ] |    |
| Beyoncé                                                   | Run the World (Girls)      | Francis Lawrence                        | [ 17 ] |    |
| Justice                                                   | Civilization               | Romain Gavras                           | [ 17 ] |    |
| 2012                                                      |                            |                                         | [ 17 ] |    |
| Psy                                                       | Gangnam Style              | Yang Hyun Suk                           | [ 18 ] |    |
| Katy Perry                                                | Wide Awake                 | Tony T. Datis                           | [ 18 ] |    |
| Lady Gaga                                                 | Marry the Night            | Lady Gaga                               | [ 18 ] |    |
| M. I. A.                                                  | Bad Girls                  | Romain Gavras                           | [ 18 ] |    |
| Rihanna (feat. Calvin Harris)                             | We Found Love              | Melina Matsoukas                        | [ 18 ] |    |
| 2013                                                      |                            |                                         | [ 18 ] |    |
| Miley Cyrus                                               | Wrecking Ball              | Terry Richardson                        | [ 19 ] |    |
| Lady Gaga                                                 | Applause                   | Inez & Vinoodh                          | [ 19 ] |    |
| Robin Thicke (feat. T.I. and Pharrell Williams)           | Blurred Lines              | Diane Martel                            | [ 19 ] |    |
| Thirty Seconds to Mars                                    | Up in the Air              | Bartholomew Cubbins                     | [ 19 ] |    |
| Justin Timberlake                                         | Mirrors                    | Floria Sigismondi                       | [ 19 ] |    |
| 2014                                                      |                            |                                         | [ 19 ] |    |
| Katy Perry (feat. Juicy J)                                | Dark Horse                 | Mathew Cullen                           | [ 20 ] |    |
| Iggy Azalea (feat. Rita Ora)                              | Black Widow                | Director X and Iggy Azalea              | [ 20 ] |    |
| Kiesza                                                    | Hideaway                   | Blayre Ellestad and Kiesza              | [ 20 ] |    |
| Sia                                                       | Chandelier                 | Daniel Askill and Sia                   | [ 20 ] |    |
| Pharrell Williams                                         | Happy                      | Yoann Lemoine                           | [ 20 ] |    |
| 2015                                                      |                            |                                         | [ 20 ] |    |
| Macklemore & Ryan Lewis                                   | Downtown                   | Ryan Lewis, Macklemore and Jason Koenig | [ 21 ] |    |
| Kendrick Lamar                                            | Alright                    | Colin Tilley and the Little Homies      | [ 21 ] |    |
| Sia                                                       | Elastic Heart              | Sia and Daniel Askill                   | [ 21 ] |    |
| Taylor Swift (feat. Kendrick Lamar)                       | Bad Blood                  | Joseph Kahn                             | [ 21 ] |    |
| Pharrell Williams                                         | Freedom                    | Paul Hunter                             | [ 21 ] |    |
| 2016                                                      |                            |                                         |        |    |
| The Weeknd (feat. Daft Punk)                              | Starboy                    | Grant Singer                            | [ 22 ] |    |
| Beyoncé                                                   | Formation                  | Melina Matsoukas                        | [ 22 ] |    |
| Coldplay                                                  | Up & Up                    | Vania Heymann and Gal Muggia            | [ 22 ] |    |
| Kanye West                                                | Famous                     | Kanye West                              | [ 22 ] |    |
| Tame Impala                                               | The Less I Know the Better | Canada                                  | [ 22 ] |    |
| 2017                                                      |                            |                                         |        |    |
| Kendrick Lamar                                            | HUMBLE.                    | Dave Meyers and The Little Homies       |        |    |
| Foo Fighters                                              | Run                        | Dave Grohl                              |        |    |
| Katy Perry(feat. Migos)                                   | Bon Appétit                | Dent De Cuir                            |        |    |
| Kyle (feat. Lil Yachty)                                   | iSpy                       | Colin Tilley                            |        |    |
| Taylor Swift                                              | Look What You Made Me Do   | Joseph Kahn                             |        |    |
| 2018                                                      |                            |                                         |        |    |
| Camila Cabello (feat. Young Thug)                         | Havana                     | Dave Meyers                             | [ 23 ] |    |
| Ariana Grande                                             | No Tears Left to Cry       | Dave Meyers                             | [ 23 ] |    |
| Childish Gambino                                          | This Is America            | Hiro Murai                              | [ 23 ] |    |
| Lil Dicky (feat. Chris Brown)                             | Freaky Friday              | Tony Yacenda                            | [ 23 ] |    |
| The Carters                                               | APESHIT                    | Ricky Saiz                              | [ 23 ] |    |
| 2019                                                      |                            |                                         |        |    |
| Taylor Swift (feat. Brendon Urie von Panic! at the Disco) | ME!                        | Taylor Swift and Dave Meyers            | [ 24 ] |    |
| Ariana Grande                                             | thank u, next              | Hannah Lux Davis                        | [ 24 ] |    |
| Billie Eilish                                             | Bad Guy                    | Dave Meyers                             | [ 24 ] |    |
| Lil Nas X (feat. Billy Ray Cyrus)                         | Old Town Road (Remix)      | Calmatic                                | [ 24 ] |    |
| Rosalía and J Balvin (feat. El Guincho)                   | Con altura                 | Director X                              | [ 24 ] |    |

### 2020er
| Jahr                                             | Künstler                       | Lied | EN |
| ------------------------------------------------ | ------------------------------ | ---- | -- |
| 2020                                             |                                |      |    |
| DJ Khaled (feat. Drake)                          | Popstar                        |      |    |
| Billie Eilish                                    | Everything I Wanted            |      |    |
| Cardi B (featuring Megan Thee Stallion)          | WAP                            |      |    |
| Karol G (featuring Nicki Minaj)                  | Tusa                           |      |    |
| Lady Gaga and Ariana Grande                      | Rain on Me                     |      |    |
| Taylor Swift                                     | The Man                        |      |    |
| The Weeknd                                       | Blinding Lights                |      |    |
| 2021                                             |                                |      |    |
| Lil Nas X                                        | Montero (Call Me by Your Name) |      |    |
| Doja Cat (feat. SZA)                             | Kiss Me More                   |      |    |
| Ed Sheeran                                       | Bad Habits                     |      |    |
| Justin Bieber (featuring Daniel Caesar & Giveon) | Peaches                        |      |    |
| Normani (feat. Cardi B)                          | Wild Side                      |      |    |
| Taylor Swift                                     | willow                         |      |    |
| 2022                                             |                                |      |    |
| Taylor Swift                                     | All Too Well: The Short Film   |      |    |
| Harry Styles                                     | As It Was                      |      |    |
| Blackpink                                        | Pink Venom                     |      |    |
| Doja Cat                                         | Woman                          |      |    |
| Kendrick Lamar                                   | The Heart Part 5               |      |    |
| Nicki Minaj                                      | Super Freaky Girl              |      |    |